# Richie Woodhall
Richie Woodhall, född den 17 april 1968 i Birmingham, är en brittisk boxare som tog OS-brons i lätt mellanviktsboxning 1988 i Seoul. Han förlorade med 0-5 mot amerikanske Roy Jones, Jr. i semifinalen och fick därmed bronsmedaljen.